# Țânțăreni (Gorj)
Pour les articles homonymes, voir Țânțăreni.
Țânțăreni est une commune roumaine située dans le județ de Gorj.